# Cemile
Cemile ist ein türkischer weiblicher Vorname arabischer Herkunft mit der Bedeutung „Die Schönste“. Die männliche Form des Namens ist Cemil.

## Namensträgerinnen

### Osmanische Zeit
- Cemile Sultan (1843–1915), osmanische Prinzessin

### Vorname
- Cemile Giousouf (* 1978), deutsche Politikerin
- Cemile Sahin (* 1990), deutsche Künstlerin, Schriftstellerin und Kolumnistin